# Teresa Seidl
Teresa Seidl (* in Wisconsin) ist eine US-amerikanische Opernsängerin (Sopran).

## Leben
Seidl hat deutsche und österreichische Vorfahren. Ihre Großeltern väterlicherseits stammten aus Österreich, mütterlicherseits aus Trier. Von ihrer Familie wurde Seidl musikalisch geprägt. Ihre Mutter war ausgebildete Sängerin, die als Musiklehrerin und Chordirektorin arbeitete. Seidls Schwester ist ebenfalls Sängerin; sie arbeitete später im Künstlermanagement. Ihr Vater und ihr Bruder spielten mehrere Instrumente. Seidl selbst lernte Trompete und Klavier. Bereits als Jugendliche hatte Seidl den Berufswunsch, Opernsängerin zu werden, nachdem mit 13 Jahren eine Schallplatte mit Puccini-Arien der US-amerikanischen Opern- und Konzertsängerin Eileen Farrell gehört hatte. Im Alter von 18 Jahren erhielt sie zum ersten Mal Gesangsunterricht. Nachdem sie in den USA einige Gesangswettbewerbe gewonnen hatte, ging sie zum weiteren Gesangsstudium nach Europa. Sie studierte Gesang am Konservatorium Wien.
Nach Abschluss ihrer Ausbildung sang sie als Anfängerin am Theater an der Wien. Zur Fortsetzung ihrer Karriere ging sie Mitte der 1970er Jahre nach Deutschland. Ihr erstes Engagement in Deutschland hatte sie unter der Intendanz von Günter Könemann am Musiktheater im Revier in Gelsenkirchen, wo sie als Anfängerin im Rollenfach der „Tanz-Soubrette“ häufig in Operetten und Musicals auftrat. 
Ab der Spielzeit 1979/80 bis einschließlich der Spielzeit 1991/92 war Seidl festes Ensemblemitglied am Theater Bremen. Seidl sang in Bremen ein breitgefächertes Repertoire, das schwerpunktmäßig die Rollen der Koloratursoubrette, des lyrischen Koloratursoprans und des lyrischen Soprans umfasste. Häufig wurde sie in Premieren und Neueinstudierungen eingesetzt. Zu ihren Bremer Rollen gehörten unter anderem: Sophie in Der Rosenkavalier (Mai 1980), Gretchen in Der Wildschütz (Dezember 1982), Lauretta in Gianni Schicchi (Juni 1983), die Titelrolle in der deutschsprachigen Erstaufführung der Oper L'Italiana in Londra von Domenico Cimarosa (Februar 1984), die Zerlina in Don Giovanni (Juni 1985), die Pamina in Die Zauberflöte (Februar 1986), die 5. Magd in Elektra (April 1986), die Annina in Eine Nacht in Venedig (Dezember 1986), die Marzelline in Fidelio (Februar 1987), die Micaëla in Carmen (Juni 1987), die Susanna in Le nozze di Figaro (Februar 1988) und die Rosalinde in Die Fledermaus (Oktober 1988). In der Wiederaufnahme der Don Giovanni-Produktion von 1985 übernahm Seidl im Juli 1991 dann die Rolle der Donna Elvira, in der sie „mit lyrisch ausleuchtendem Sopran und exzellenter Gestaltung überzeugte“. Bei der Saisoneröffnung der Spielzeit 1991/92 mit der Strauss-Oper Arabella (Premiere: September 1991) sang Seidl in eine „anrührende“ Zdenka, die „reinste Wonnen bescherte“, und zeigte ein „rundum stimmiges Rollenporträt mit einer unmittelbar zu Herzen gehenden Gesangsleistung“.
Die Sophie in Bremen war Seidls „erste große Opernrolle überhaupt“. Sie sang „vorbildlich“, ihre Stimme besaß „Silberglanz“; sie „überzeugte vor allem bei schwebender mezzavoce [...] und in den lyrischen Kantilenen mit sanft angesetzten Höhe“. Während ihres Bremer Engagements gastierte sie im Dezember 1980 und auch noch einmal im Dezember 1981 beim Weihnachtskonzert der „Konzertanten Oper Hamburg“ mit Weihnachtsliedern und Ausschnitten aus der Oper Hänsel und Gretel; sie war eine „ebenso spielfreudige wie quicklebendige Gretel“. Im April 2008 kehrte Teresa Seidl im Rahmen der Konzertreihe „musica viva“ für ein Solo-Recital mit Ausschnitten aus Oper, Operette und Musical nochmals nach Bremen zurück.
In der Spielzeit 1985/86 gastierte sie am Theater Lübeck; sie sprang im Mai 1986 kurzfristig als Zerlina in Don Giovanni ein. In der Spielzeit 1987/88 gastierte sie am Staatstheater Braunschweig als Sophie im Strauss’schen Rosenkavalier (Premiere: Februar 1988); sie erwies sich als „erfahren“ in der Rolle und „glänzte mit ihrem hellen Sopran“. Die Sophie sang sie dort auch im Dezember 1988 in einer Rosenkavalier-Galavorstellung an der Seite von Agnes Baltsa als Octavian; Seidl war als „klarstimmige“ Sophie ein „weitere[r] Pluspunkt einer rundum gelungenen Gala.“ Im Januar 1989 war Seidl am Staatstheater Braunschweig in der Carmen-Wiederaufnahme „mit kultivierter Stimmführung eine anrührende Micaela.“ In der Spielzeit 1989/90 sang sie am Staatstheater Braunschweig die Sopranpartie in einer szenischen Fassung der Carmina Burana. In Braunschweig sang Seidl außerdem eine „bestens disponierte“ Rosalinde in der Fledermaus-Neuinszenierung in der Spielzeit 1990/91. Seit Januar 1992 arbeitete sie als freischaffende Sängerin. In der Spielzeit 1992/93 hatte Seidl einen festen Gastiervertrag mit der Oper Frankfurt; später gastierte sie dort auch weiterhin. Sie sang dort unter anderem die Pamina (Frankfurt-Debüt unter der musikalischen Leitung von Marcello Viotti), die Sophie, die Despina in Così fan tutte und die Elisetta in Die heimliche Ehe (April 1993). Ein Angebot ihres ehemaligen Agenten Ioan Holender für ein Engagement an die Wiener Staatsoper lehnte sie aus familiären Gründen ab.
Sie gastierte unter anderem an der Staatsoper Hannover (Spielzeit 1992/93; als Marie in Die verkaufte Braut), an der Deutschen Oper am Rhein in Düsseldorf, an der Oper Köln, am Staatstheater Karlsruhe und an der Oper Leipzig. Im Juli 1992 trat sie bei den Eutiner Festspielen auf; sie sang mit „klarem, locker strahlenden Sopran, dazu überzeugend spielend“, die Pamina in der Oper Die Zauberflöte. 1992 debütierte an der Oper Leipzig mit der Sopranparie in Udo Zimmermanns Oratorium Pax Questuosa. Im Sommer 1993 gastierte sie mit der Israel Sinfonietta mit dem Fauré-Requiem in Tel-Aviv. Mitte der 1990er Jahre verließ Seidl Europa und kehrte in ihre amerikanische Heimat zurück. Sie gastierte jedoch weiterhin regelmäßig, jetzt hauptsächlich als Konzertsängerin, in Europa.
Zwischen 1996 und 1999 gab sie regelmäßig Konzerte mit Yehudi Menuhin, den sie kennengelernt hatte, als sie beim Menuhinfestival in Gstaad kurzfristig in der Titelrolle der Operette Die lustige Witwe einsprang. Unter Menuhins musikalischer Leitung sang sie die Sopran-Soli in Beethovens 9. Sinfonie (in Straßburg, Madrid und Stuttgart), in Händels Der Messias (in Hannover, Thessaloniki und Lissabon bei der Expo 98), in Haydns Die Schöpfung und in den Messen von Franz Schubert bei einer Konzerttournee durch Litauen und Deutschland. Die Aufführungen wurden live aufgezeichnet und später auch als CD veröffentlicht. Im Mai 1998 übernahm sie unter Menuhins musikalischer Leitung das Sopran-Solo in Beethovens 9. Sinfonie in einer Aufführung in Den Haag in Anwesenheit der Europäischen Kommission; die Aufführung wurde von zahlreichen europäischen Rundfunkanstalten live übertragen. 1999 sang sie unter der musikalischen Leitung von Mstislaw Rostropowitsch in der Royal Albert Hall das Sopran-Solo in Beethovens 9. Sinfonie in einem Gedächtniskonzert für Yehudi Menuhin. Außerdem sang sie die Gedächtniskonzerte von Mozarts Krönungsmesse in Toulouse (unter der musikalischen Leitung von Michel Plasson) und von Mozarts Requiem in Paris; diese Konzerte hätte eigentlich Menuhin selbst dirigieren sollen.
Seidl trat häufig auch mit Operettenrecitals an die Öffentlichkeit; sie gastierte mit Operettenabenden in Düsseldorf, Frankfurt am Main, London sowie in Brasilien, Argentinien (Teatro Colón) und in Südafrika. 1982 war sie im deutschen Fernsehen in der ARD-Fernsehshow Einer wird gewinnen als Sängerin zu sehen.
Seidl war umfangreich als Gesangslehrerin tätig. Sie unterrichtete unter anderem in Bremen und Wien. Zu ihren Schülerinnen gehören die Mezzosopranistin Christine Leyser und die Sopranistin und Musicaldarstellerin Anna Maria Kaufmann. Seidl war Gesangsprofessorin an der University of Wisconsin–Milwaukee. Sie unterrichtet aktuell (Stand: März 2017) Gesang an der Lawrence University in Appleton, Wisconsin.
Seidl ist verheiratet und Mutter von drei Kindern.